# Thornfield Hall
Thornfield Hall é um local no romance Jane Eyre de Charlotte Brontë, de 1847. É a casa do protagonista romântico, Edward Fairfax Rochester, onde grande parte da ação acontece.
Brontë usa a representação de Thornfield de uma maneira consistente com o tom gótico do romance como um todo. Uma mansão isolada de tamanho não especificado, a casa tem uma série de cômodos aparentemente não utilizados que se tornam importantes para a narrativa durante as passagens de Bertha Mason. O caráter sombrio da mansão também expressa e amplifica o senso de depressão do Sr. Rochester antes de ele se apaixonar por Jane.
Em contraste, os terrenos ao redor de Thornfield são sublimes e saudáveis para os muitos personagens problemáticos do romance e servem de pano de fundo para muitas cenas mais felizes.

## Inspiração
Uma teoria sustenta que North Lees Hall em Hathersage foi a inspiração para Thornfield, especialmente considerando que "Morton" no romance é considerado baseado em Hathersage, e que Brontë ficou na região antes de escrever o romance.
Outra teoria é que High Sunderland Hall em Halifax foi a base para Thornfield. A casa tinha todas as características góticas de Thornfield e é um local que era familiar para a família Brontë.

## Representações

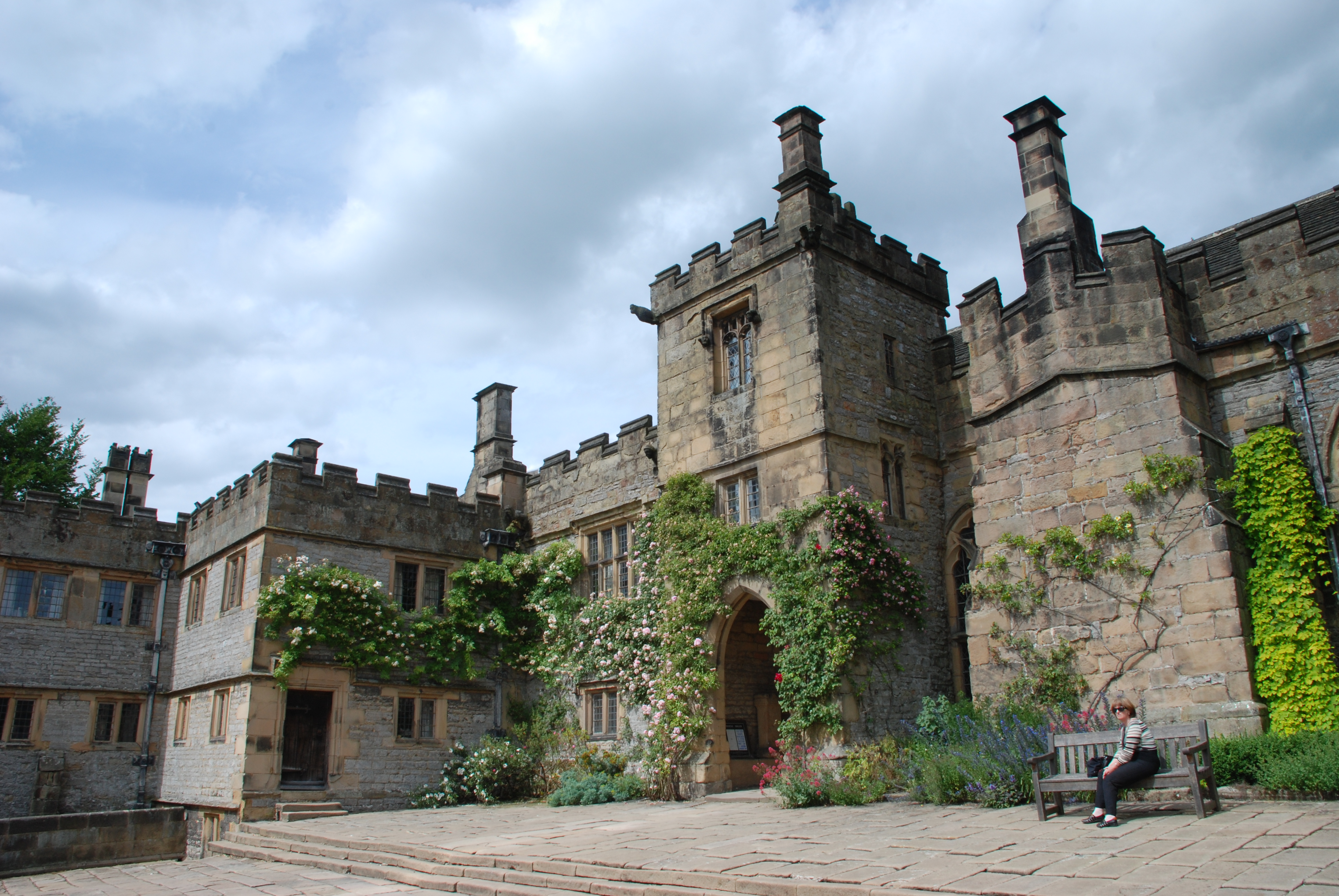
Haddon Hall foi usado para representar Thornfield em diversas ocasiões.

Haddon Hall, perto de Bakewell, Derbyshire, foi usado para representar Thornfield em várias ocasiões: no filme de 1996 dirigido por Franco Zeffirelli (estrelado por William Hurt e Charlotte Gainsbourg); na minissérie de 2006 da BBC dirigida por Susanna White (Toby Stephens e Ruth Wilson), e no filme de 2011 (Mia Wasikowska e Michael Fassbender) dirigido por Cary Fukunaga. Em 1996 e 2011, Wingfield Manor, em Derbyshire, foi usado para representar Thornfield após o incêndio, e em 2011 a Chatsworth House foi usada para os jardins.
Outros locais incluem o Castelo de Ripley, em North Yorkshire, em 1970; Renishaw Hall, Derby, em 1973; e Deene Park, Northampton, em 1983. O filme de 1997 usou o Castelo de Naworth, na Cumbria, para os exteriores e a Knebworth House, em Hertfordshire, para os interiores.
Loseley Park, em Surrey, retratou Thornfield Hall na adaptação cinematográfica de 2006 de Vasto Mar de Sargaços, a prequela de Jane Eyre por Jean Rhys.